# Вільям Янь Торлі
Вільям Янь Торлі (1 січня 2002) — гонконгський плавець.
Учасник Олімпійських Ігор 2020 року, де в марафонському плаванні на дистанції 10 кілометрів посів 22-ге місце.